# 10524 Maniewski
10524 Maniewski eller 1990 SZ7 är en asteroid i huvudbältet som upptäcktes den 22 september 1990 av den belgiske astronomen Eric W. Elst vid La Silla-observatoriet. Den är uppkallad efter läkaren Jan Maniewski.
Asteroiden har en diameter på ungefär 4 kilometer.